# Sheep Without a Shepherd
Pour plus de détails, voir Fiche technique et Distribution.
Sheep Without a Shepherd (误杀, Wu Sha, litt. « Homicide involontaire ») est un film dramatique chinois réalisé par Sam Quah et sorti en 2019 en Chine. C'est une reprise du film indien Drishyam (2015).
Il est premier du box-office chinois de 2019 lors de sa première semaine d'exploitation.

## Synopsis
Un homme essaie de couvrir le meurtre du fils d'un policier par sa fille.

## Fiche technique
- Titre original : 误杀
- Titre international : Sheep Without a Shepherd
- Réalisation : Sam Quah
- Scénario : Kaihua Fan, Sheng Lei, Peng Li, Yuqian Qin, Weiwei Yang et Pei Zhai
- Direction artistique : Xuehao Zhao
- Costumes : Miao Li
- Photographie : Ying Zhang
- Montage : Hongjia Tang et Xinyu Zu
- Production : Sicheng Chen et Eric Zhaowei Zhang
- Pays d’origine :  Chine
- Langue originale : mandarin
- Format : couleur
- Genres : drame
- Durée : 112 minutes
- Date de sortie :
  -  Chine : 13 décembre 2019
  -  Australie : 19 décembre 2019
  -  États-Unis : 20 décembre 2019

## Distribution
- Xiao Yang : Li Weijie
- Tan Zhuo (en) : A Yu
- Joan Chen
- Philip Keung
- Paul Chun